# Meccanismo di Chapman

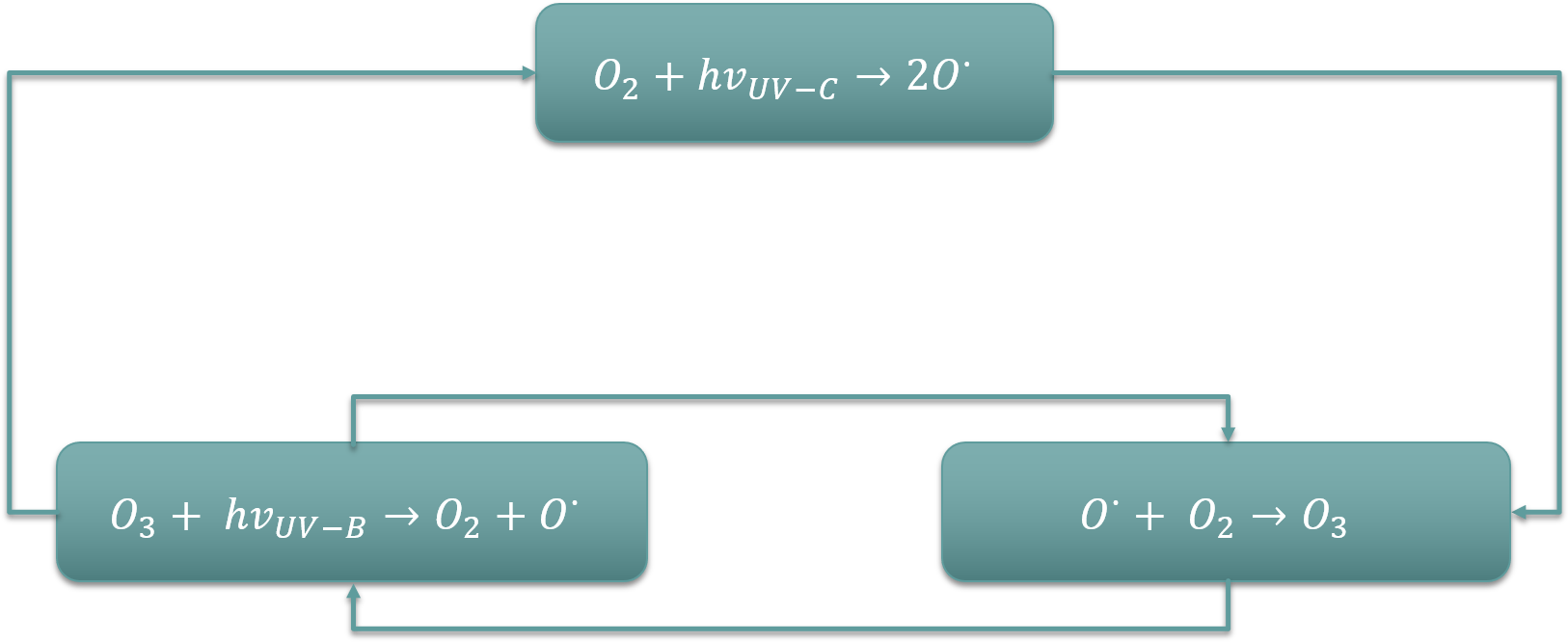
Ciclo di Chapman.

Il meccanismo di Chapman (il cui nome deriva dall'omonimo scopritore Sydney Chapman) è un ciclo formato da una reazione di fotodissociazione ed una reazione di formazione che partendo ritorna alla formazione della molecola di ozono O3. Questo ciclo è reso possibile dalla luce ultravioletta che proviene dal sole e che è molto dannosa per la salute umana, quindi questo ciclo scherma le radiazioni ultraviolette troppo dannose che vanno dai 320 ai 100 nm. 
Il meccanismo di Chapman può essere schematizzato in una sequenza di fasi:

- INIZIALE

O2 + hν (UV-C, λ<240 nm) → O2* → 2O∙ La molecola di ossigeno interagendo con i raggi solari con lunghezza d'onda inferiori di 240 nm passa ad uno stato eccitato scindendosi in due ossigeni diventando molto reattiva e producendo molto calore.

- FASE DI PROPAGAZIONE

O∙ + O2  → O3 Nella fase di propagazione l'atomo chirale di ossigeno reagisce con l'ossigeno molecolare e reagendo con essa l'ambiente esterno che possono essere i gas che si trovano nell'ambiente aumentano la loro energia cinetica. Vi è così la formazione di ozono.

- FASE DI SCHERMATURA

O3 + hν (UV-C,UV-B, λ<300 nm) → O2* + O∙* Nell'ultima fase che chiude poi il ciclo è la fase di schermatura dei raggi UV che riporta alla formazione dell'ossigeno molecolare e del radicale ad alta reattività e producendo calore. Questa reazione filtra i raggi UV e permette di riscaldare il nostro pianeta.
Il ciclo continua con la fase di propagazione oppure può chiudersi con la formazione di due molecole di ossigeno e può essere comunque riattivato da radiazioni solari UV-C con lunghezza d'onda inferiori ai 240 nm.
La diminuzione di ozono può essere dovuta all'aumento di CFC nell'atmosfera.
Il ciclo di Chapman però, produce troppo O3 rispetto a quello misurato, infatti è presente una quarta reazione che da una molecola di ozono e una di ossigeno atomico forma 2 molecole di ossigeno molecolare che è appunto la giustificazione al fatto che l'O3 misurato è meno rispetto a quello dedotto dai primi tre punti del ciclo
O + O3 → 2O2